# No Man Is an Island
No Man Is an Island (bra: À Beira do Abismo) é um filme de guerra estadunidense de 1962, dirigido por Richard Goldstone e John Monks Jr. para a Universal-International. 
O roteiro conta a luta de George Ray Tweed, um operador de rádio da Marinha dos Estados Unidos que escapou e se escondeu das tropas invasoras japonesas na Ilha de Guam, durante a Segunda Guerra Mundial. Locações nas Filipinas com atores locais participantes do elenco.

## Elenco
- Jeffrey Hunter...George R. Tweed
- Marshall Thompson...Jonn Sonnenberg
- Barbara Perez..."Joe" Cruz
- Ronald Remy...Chico Torres
- Paul Edwards Jr....Al Turney
- Rolf Bayer...Chefe Schultz
- Vicente Liwanag...Vicente
- Fred Harris II...Roy Lund
- Lamberto V. Avellana...Senhor Shimoda
- Chichay...Senhora Nakamura
- Antonio de la Mogueis...Florecito
- Vic Silayan...Major Hondo
- Bert La Fortesa...Comandante Oto Harada
- Eddie Infante...Sus Quitugua
- Nardo Ramos...Tumon
- Rosa Mia...Primera Quitugua
- Mike Anzures...Santos

## Sinopse
Em 1941, num posto de rádio avançado na Ilha de Guam, mantido pela Marinha dos Estados Unidos, George R. Tweed e outros oficiais são surpreendidos por um ataque de aviões japoneses que acabaram de bombardear Pearl Harbour. Os sobreviventes do posto destruído fogem para as montanhas quando sabem que tropas japoneses desembarcarão na ilha. Ao investigarem os documentos do hospital, os invasores descobrem os nomes dos fugitivos e imediatamente começam a persegui-los. Os nativos hostis aos invasores tentam proteger os marinheiros americanos, enquanto outros querem denunciá-los.

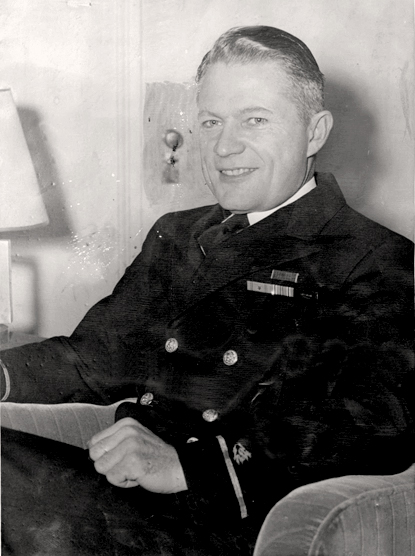
Foto do verdadeiro George Ray Tweed